# Peter Gschnitzer
Peter Gschnitzer (Vipiteno, 10 luglio 1953) è un ex slittinista italiano, specializzato sia nel singolo che nel doppio. Ha ottenuto tutti i suoi successi nel doppio in coppia con Karl Brunner.

## Biografia
Ha debuttato nella gara inaugurale della Coppa del Mondo del 4 dicembre 1977 a Schönau am Königssee ottenendo subito la prima vittoria nel doppio. In classifica generale per due volte, nel 1977/78 e nel 1978/79 ha vinto il trofeo di doppio.
In carriera ha preso parte a due edizioni dei Giochi olimpici invernali: il suo esordio è stato ad Innsbruck 1976 dove ha colto la trentasettesima piazza nel singolo ed ha partecipato successivamente a Lake Placid 1980 nel doppio in cui ha conquistato la medaglia d'argento.
Ha conquistato inoltre una medaglia ai campionati mondiali ed una in quelli europei.

## Palmarès

### Olimpiadi
- 1 medaglia:
  - 1 argento (doppio a Lake Placid 1980).

### Mondiali
- 1 medaglia:
  - 1 argento (doppio ad Igls 1977).

### Europei
- 1 medaglia:
  - 1 bronzo (doppio ad Oberhof 1979).

### Coppa del Mondo
- Vincitore della Coppa del Mondo nella specialità del doppio nel 1977/78 e nel 1978/79.
- 9 podi (1 nel singolo e 8 nel doppio):
  - 2 vittorie (tutte nel doppio);
  - 4 secondi posti (1 nel singolo e 3 nel doppio);
  - 3 terzi posti (tutti nel doppio).

#### Coppa del Mondo - vittorie
| Data            | Luogo                | Paese          | Disciplina              |
| --------------- | -------------------- | -------------- | ----------------------- |
| 4 dicembre 1977 | Schönau am Königssee | Germania Ovest | Doppio con Karl Brunner |
| 9 marzo 1980    | Schönau am Königssee | Germania Ovest | Doppio con Karl Brunner |

## Riconoscimenti
- Nel 1980, lo Sci Club Forlì gli ha conferito il premio nazionale Cristallo d'Oro.